# Wu-sia
Wu-sia (čínsky pchin-jinem Wǔxiá, znaky 武俠) je čínský žánr fikčních děl s bojovým uměním, především románů a filmů. Protagonisté těchto děl se vyznačují vojenskou či bojovou zručností (wu) a smyslem pro spravedlnost, odvahou a galantností (sia), čímž se žánr podobá evropskému rytířskému románu. Od souvisejícího žánru kung-fu filmů se liší větším důrazem na pozitivní charakterové vlastnosti bojovníka, častějším použitím mečů a jiných zbraní, zasazením do historické Číny a fantastickými prvky v soubojích.

## Historie
Slovo wu-sia se začalo používat až na konci 19. století a je původně z japonštiny, ve které zní bukjó. Největší rozmach žánru přišel ve 20. letech 20. století, nejstarší příběhy o udatných potulných šermířích ale pochází již z období válčících států. Za první úspěšný novodobý román je považován Ťiang-chu čchi-sia čuan („Legenda o podivuhodných šermířích“) autora píšícího pod pseudonymem Pching-ťiang Pu-siao-šeng, který vycházel mezi lety 1922–1928 na pokračování. Podle odhadů Mao Tuna vyšlo přes sto děl inspirovaných tímto románem.
Ve stejné době byly v Číně populární západní kostýmní filmy jako Zorro mstitel (1920), Tři mušketýři (1921) nebo Robin Hood (1922) s Douglasem Fairbanksem. První film považovaný za wu-sia (Nü-sia Li Fej-fej, Rytířka Li Fej-fej, nedochoval se) byl natočen nedlouho poté v roce 1925. Mezi lety 1928–1931 vycházel, podobně jako románová předloha Legenda o podivuhodných šermířích, na epizody velmi úspěšný film se zvláštními efekty Chuo-šao Chung-lien s’ („Vypálení chrámu červeného lotosu“) režiséra Čanga Š’-čchuana. Celkem vyšlo 18 dílů, žádný z nich se ale nedochoval. Obrovský zájem o takové filmy znamenal, že období 1928–1931 bylo v čínské kinematografii tím nejplodnějším a zhruba 250 z vydaných filmů bylo žánru wu-sia. V roce 1931 byla Kuomintangem zřízena komise pro filmovou cenzuru za účelem regulace dosud neomezeného filmového průmyslu a v roce 1935 byl žánr wu-sia v pevninské číně zakázán, protože měl podporovat feudalismus a nadpřirozeno. Jeho tvorba se přesunula na několik desetiletí nejdříve do Hongkongu a následně na Tchaj-wan. V Hongkongu se v 50. letech rozšířil žánr kung-fu filmů jako reakce na nerealistické souboje plné zvláštních efektů v žánru wu-sia.
Obnovený zájem o romány wu-sia přišel v 50. letech a v 60. letech byly na jejich základě natočeny vysokorozpočtové filmy v kantonštině a později ve standardní čínštině. Nejúspěšnějšími režiséry tohoto období byli Čang Čche a King Hu. Po finančním neúspěchu tchajwanského filmu Dotek zenu z roku 1971 se opět dostalo do popředí kung-fu s Brucem Leem a Jackie Chanem. V následujících desetiletích stoupal a znovu opadal zájem o nové wu-sia filmy. Od 80. let se začalo natáčení ve spolupráci s hongkongskými režiséry a studii navracet do Čínské lidové republiky, významným příkladem takové produkce je dvojdílný film režísérky Ann Hui z roku 1987 na námět Ťin Jungovy knihy Kniha a meč. Nejvýznamnějšími wu-sia filmy 90. let se staly koprodukční (Hongkong, Tchaj-wan, Čína) Dong xie xi du (1994) Kar-wai Wonga a Dao (1995) Tsuie Harka. Z jejich úspěchu těžil snímek Tygr a drak z roku 2000, který se stal prvním velmi výdělečným čínským filmem na západě. Na to se snažily navázat vysokonákladové filmy jako Hrdina (2002), Klan létajících dýk (2004) nebo Kletba zlatého květu (2006).